# Enceinte de Mont-Louis
L’enceinte de Mont-Louis est un ouvrage militaire bâti au XVIIe siècle pour protéger la ville-neuve de Mont-Louis et sa citadelle, également nouvelle, dans l'actuel département français des Pyrénées-Orientales.

## Localisation
Ce bâtiment est situé à Mont-Louis, dans la région Occitanie.

## Origines et construction
À la suite du traité des Pyrénées (1659) et à la demande du roi Louis XIV, qui souhaite sécuriser ce territoire nouvellement annexé à l'Espagne, Vauban, Commissaire général des fortifications, conçoit cette place forte en 1679.

## Histoire

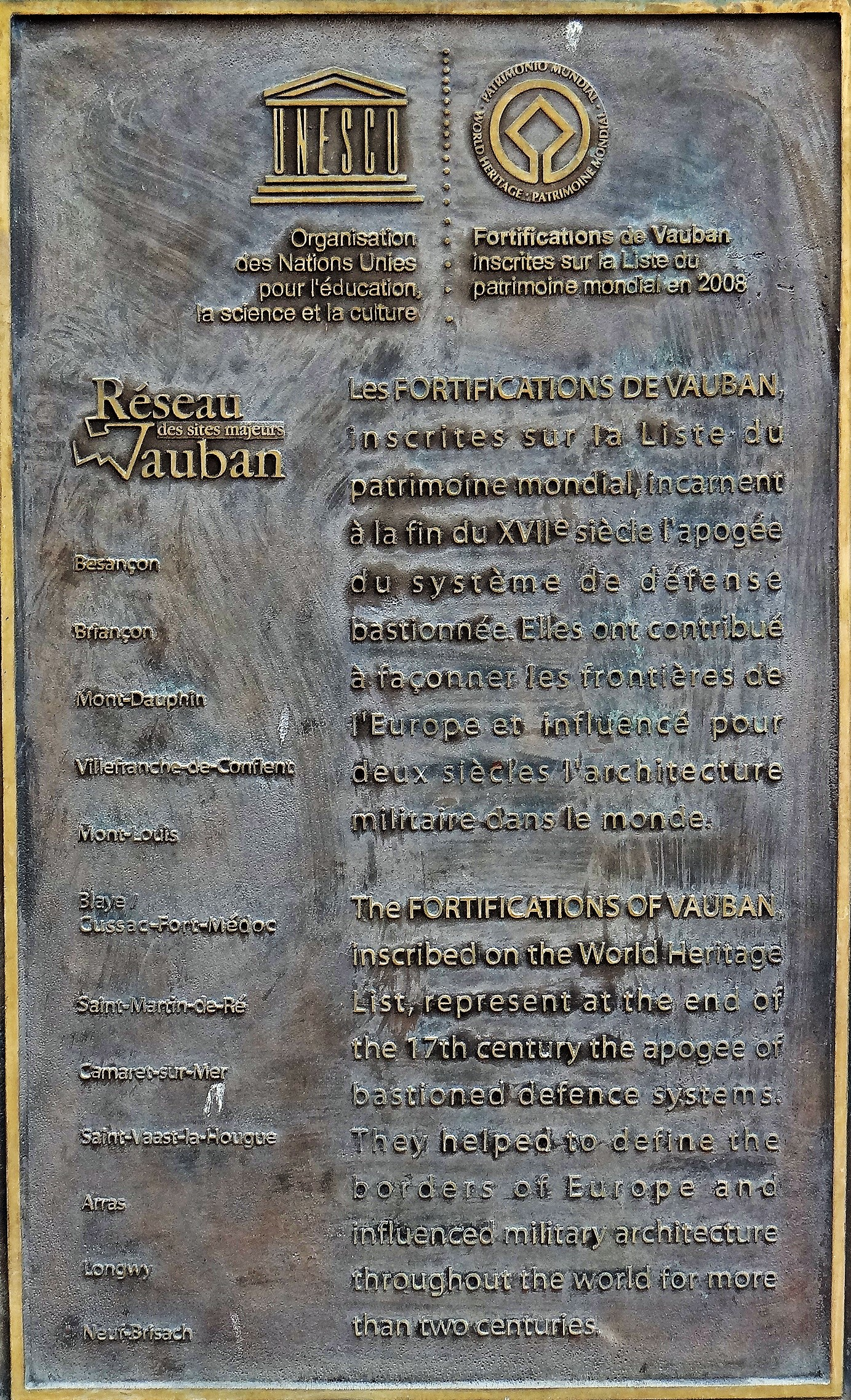
Classement au patrimoine mondial

La construction de la place forte dans un temps de paix a été essentiellement réalisée par les soldats, en particulier les régiments de Vierzet et Furstemberg. (3 700 sont présents lors de la visite de Louvois en 1680). Ils sont installés aux abords de Mont-Louis. En 1681, soit 29 mois après le voyage de Vauban, les travaux de gros œuvre sont terminés, la place est considérée comme apte à la défense. Et le 26 octobre, le premier gouverneur, François de Fortia, marquis de Durban, prend possession des lieux lors d'une fastueuse célébration, au milieu « de grandes acclamations de Vive le Roi ! des peuples de Cerdagne qui s'y trouvèrent en grand nombre et ravis de voir telle cérémonie ». Les travaux seront totalement achevés 10 ans après le premier coup de pioche.
La réalisation comprenait alors la citadelle pouvant accueillir 2 500 hommes et 300 chevaux, un hôpital et une ville civile. Vauban fit construire plus tard une église dans la citadelle et des casernes.
L'ingénieur Joblot intervient au XVIIIe siècle pour dessiner le plan d'urbanisme de la ville. À partir 1721, une rue relie la porte de France à celle de la citadelle en créant des îlots réservés au commerce et à l'hôtellerie. En 1722, un incendie détruit des immeubles construits avant l'intervention de Joblot qui en profite pour tracer de nouvelles parcelles. Un seul îlot a été construit. Le règlement d'urbanisme de 1727 impose une unité de style pour les façades des immeubles. L'église Saint-Louis est construite entre 1733 et 1737. L'église de la citadelle est désaffectée en 1793.
Mont-Louis, renommée Mont-Libre en janvier 1793, n'a jamais été assiégée. La seule menace s'est produite en 1793 quand la Convention nationale déclare la guerre à l'Espagne le 7 mars 1793. Les troupes françaises attaquent la capitainerie générale de Catalogne en traversant la frontière. Le 17 avril 1793, le roi d'Espagne Charles IV nomme le général Antonio Ricardos Carillo de Albornoz à la tête de l'armée espagnole qui attaque la Cerdagne et le Roussillon par Saint-Laurent-de-Cerdans. Le 28 août 1793, le général Dagobert attaque l'armée espagnole commandée par le général De La Pena au col de la Perche, à 3 km de la ville, en l'obligeant à revenir à Puigcerdà qui est occupée par les Français le 29 août. Les troupes espagnoles commandées par le brigadier général don Joseph Simon Crespo campent sur les hauteurs de Mont-Libre. Le général Dagobert revient et déloge l'armée espagnole le 4 septembre au-dessus de Canaveilles. Le général Dagobert meurt à Puigcerda le 18 avril 1794. Le général Dugommier est nommé à la tête des troupes françaises le 2 janvier 1794. Il rétablit la situation militaire en faveur de la France mais il est tué à la bataille de la Sierra Negra, le 18 novembre 1794. La guerre du Roussillon se termine avec le traité de Bâle signé le 22 juillet 1795 par lequel l'Espagne cède à la France les deux tiers de l'île d'Hispaniola contre la restitution des territoires occupés par l'armée française en Espagne.
L'ensemble des remparts de la ville de Mont-Louis est classé au titre des monuments historiques le 28 juillet 1922. Les fortifications de Mont-Louis ont été classées au patrimoine mondial par l'UNESCO en 2008.
En 2021, la protection de classement est complétée, pour être en cohérence avec l’inscription de la plate forte de Mont-Louis sur la liste du patrimoine mondial au titre du bien en série des fortifications de Vauban, en l'étendant aux remparts de la citadelle.

## Description
La ville est protégée par des remparts. On y accède par la porte de France, côté sud, protégée par une demi-lune. Un pont rampant permet de franchir le fossé sec. Des bastions à orillons situées de part et d'autre du pont protègent le flanc sud. Des casernes ont été construites de part et d'autre de la porte de France. Un puits, dit puits de ville permettait l'alimentation en eau de la ville. L'église Saint-Louis a été construite entre 1733 et 1737.
| Vue à vol d'oiseau de la ville  |
| Vue à vol d'oiseau de la ville. |

| La demi-lune protégeant l'entrée de la ville. |
| La demi-lune protégeant l'entrée de la ville. |

| La porte de France sur la demi-lune  |
| La porte de France sur la demi-lune. |

| Bastion à orillons et échauguettes.                                               |
| Bastion à orillons de Saint-Pierre vu du bastion de la Têt et guérites en pierre. |

| Les casernes de la Têt           |
| Les anciennes casernes de la Têt |